# Offenau
Offenau è un comune tedesco di 2 742 abitanti, situato nel land del Baden-Württemberg, Distretto governativo di Stoccarda, Circondario di Heilbronn. 
È bagnato dai fiumi Neckar e Jagst.